# 磐井虎二郎
磐井 虎二郎（いわい とらじろう、1889年〈明治22年〉1月9日 - 1981年〈昭和56年〉11月16日）は、大日本帝国陸軍軍人。最終階級は陸軍中将。

## 経歴
宮城県出身。1910年（明治43年）陸軍士官学校第22期卒業、陸軍歩兵少尉に任官。陸軍歩兵大佐、歩兵第5連隊留守隊長、歩兵第25連隊長を経て、1939年（昭和14年）陸軍少将・第21歩兵団長（第12軍、第21師団）となり、支那事変に出征。中原会戦では黄河の濁流を渡り善戦する。2年後の1941年（昭和16年）には独立混成第6旅団長（北支那方面軍、第12軍）となり、山東省南部を警備地区とし、第二次魯南・魯中作戦に参戦した。ついで第2歩兵団長、東部軍司令部附を経て、1944年（昭和19年）1月より朝鮮軍隷下の第42警備司令官（留守第20師団）を務め、同年7月には陸軍中将・第108師団長（関東軍、第3方面軍）に任官し、錦州にて終戦を迎えた。
1948年（昭和23年）1月31日、公職追放仮指定を受けた。

## 栄典
位階
- 1911年（明治44年）3月10日 - 正八位[6]
- 1914年（大正3年）2月10日 - 従七位[7]
- 1919年（大正8年）3月20日 - 正七位[8]
- 1924年（大正13年）5月15日 - 従六位[9]

勲章等
- 1920年（大正9年）8月30日 - 勲六等瑞宝章[10]
- 1940年（昭和15年）8月15日 - 紀元二千六百年祝典記念章[11]